# 푸아시의 낚시꾼들
푸아시의 낚시꾼들(프랑스어: Les Pêcheurs de Poissy)은 프랑스 인상파 화가 클로드 모네가 1882년에 그린 그림이다. 1942년 오스트리아의 빈 미술사 박물관이 인수하였으나, 이후 소장품 재이전 과정에서 벨베데레궁으로 이전되어 현재까지 소장되어 있다.
프랑스 수도 파리에서 북서쪽 25km 떨어진 푸아시의 풍경을 그린 3점 중 하나로, 클로드 모네가 1881년 12월부터 1883년 4월까지 약 2년간 살면서 그린 작품이다. 당시 애인인 알리스 오슈데와 가족들과 함께 센강이 내려다보이는 생루이 별장 (Villa Saint Louis)에 살았다. 모네는 본인의 예술적 관점에서 푸아시의 풍경에 특별히 매료되지 않았기에 작품 수도 적다.

## 같이 보기
- 클로드 모네의 작품 목록